# Clausius-Duhem-Ungleichung
Die Clausius-Duhem-Ungleichung ist die in der Kontinuumsmechanik benutzte Form des zweiten Hauptsatzes der Thermodynamik.
Die mathematische Formulierung dieses Gesetzes trifft – wie alle anderen  physikalischen Gesetze auch – keine Aussagen über die individuellen Eigenschaften von  Körpern. Um das thermodynamische Verhalten eines speziellen Körpers zu bestimmen, bedarf es also noch eines Materialmodells, das sein materialspezifisches Verhalten wiedergibt.
Die Clausius-Duhem-Ungleichung ist weniger als Einschränkung für physikalische Prozesse, sondern vielmehr als Anforderung an die konstitutiven Gleichungen eines Materialmodells zu interpretieren: Es muss sichergestellt sein, dass die Clausius-Duhem-Ungleichung von den Materialgleichungen für beliebige Prozesse erfüllt wird. Hieraus ergeben sich dann oftmals Wertebereiche, in denen Materialparameter eines Modells liegen müssen. Beispielsweise folgt in der idealen Plastizität im Fallbeispiel, dass die Lamé-Konstanten positiv sind.

## Entropiebilanz
Die Entropiebilanz beschreibt, wie sich die Entropie eines Körpers durch äußere Einflüsse ändert. Wenn s die spezifische Entropie, {\displaystyle {\vec {\varsigma }}} der Entropiefluss pro Fläche, {\displaystyle \sigma } die spezifische Entropiezufuhr und {\displaystyle \gamma } die spezifische Entropieproduktion ist, dann lautet die Entropiebilanz:
{\displaystyle {\frac {\mathrm {d} }{\mathrm {d} t}}\int _{v}s\,\rho \mathrm {d} v=\int _{v}\sigma \,\rho \mathrm {d} v+\int _{v}\gamma \,\rho \mathrm {d} v-\int _{a}{\vec {\varsigma }}\cdot {\vec {n}}\,\mathrm {d} a}.
In dieser Gleichung sind v das vom Körper eingenommene Volumen, a die Oberfläche des Körpers, {\displaystyle {\vec {n}}} die auf dem Oberflächenelement {\displaystyle \mathrm {d} a} des Körpers nach außen gerichtete Normale und d/dt die Ableitung nach der Zeit (zeitliche Änderung). Das negative Vorzeichen des letztens Terms liefert eine Entropiezufuhr, wenn der Entropiestrom in den Körper gerichtet ist.

## Der zweite Hauptsatz der Thermodynamik
Der zweite Hauptsatz der Thermodynamik bringt die Erfahrung zum Ausdruck, dass mechanische Arbeit vollständig in Wärme umgewandelt werden kann, die Umwandlung von Wärme in mechanische Energie aber nur zum Teil gelingt. Die Dissipation von mechanischer Arbeit in Wärme geht mit einer Entropieproduktion einher, die also nicht negativ sein darf:
{\displaystyle \int _{v}\gamma \,\rho \mathrm {d} v={\frac {\mathrm {d} }{\mathrm {d} t}}\int _{v}s\,\rho \mathrm {d} v-\int _{v}\sigma \,\rho \mathrm {d} v+\int _{a}{\vec {\varsigma }}\cdot {\vec {n}}\,\mathrm {d} a\geq 0},
Diese Gleichung wird auch Dissipationsungleichung genannt.

## Clausius-Duhem-Ungleichung
Aus der Gleichgewichtsthermodynamik homogener Systeme ist bekannt, dass der Entropiefluss der Quotient aus dem Wärmefluss {\displaystyle {\vec {q}}} und der absoluten Temperatur T ist und ein gleicher Zusammenhang wird zwischen der spezifischen Wärmeproduktion r und der Entropieproduktion postuliert:
{\displaystyle {\vec {\varsigma }}={\frac {\vec {q}}{T}}\quad {\textsf {und}}\quad \sigma ={\frac {r}{T}}}.
Mit diesen Annahmen leitet sich aus dem zweiten Hauptsatz der Thermodynamik die globale Formulierung der Clausius-Duhem-Ungleichung ab:
{\displaystyle {\frac {\mathrm {d} }{\mathrm {d} t}}\int _{v}s\,\rho \mathrm {d} v\geq \int _{v}{\frac {r}{T}}\,\rho \mathrm {d} v-\int _{a}{\frac {\vec {q}}{T}}\cdot {\vec {n}}\,\mathrm {d} a}
Ausnutzung des Divergenzsatzes, der Produktregel und der lokalen Massen- und Energiebilanz liefert die lokale Formulierung
{\displaystyle {\frac {1}{\rho }}{\boldsymbol {\sigma }}:\mathbf {d} -{\dot {\psi }}-s{\dot {T}}-{\frac {\vec {q}}{\rho T}}\cdot \operatorname {grad} (T)\geq 0}
| Beweis |
| Die Zeitableitung des Volumenintegrals lässt sich mit dem Divergenzsatz und der Produktregel umformen: {\displaystyle {\begin{array}{rcl}{\frac {\mathrm {d} }{\mathrm {d} t}}\int _{v}s\,\rho \mathrm {d} v&=&\int _{v}{\frac {\partial (s\,\rho )}{\partial t}}\mathrm {d} v+\int _{a}s\,\rho ({\vec {v}}\cdot {\vec {n}})\mathrm {d} a=\int _{v}\left({\frac {\partial s}{\partial t}}\rho +s{\frac {\partial \rho }{\partial t}}+\operatorname {div} (s\,\rho \,{\vec {v}})\right)\mathrm {d} v\\&=&\int _{v}\left({\frac {\partial s}{\partial t}}\rho +s{\frac {\partial \rho }{\partial t}}+\rho \,\operatorname {grad} (s)\cdot {\vec {v}}+s\,\operatorname {grad} (\rho )\cdot {\vec {v}}+s\,\rho \,\operatorname {div} ({\vec {v}})\right)\mathrm {d} v\\&=&\int _{v}\left({\frac {\partial s}{\partial t}}\rho +\rho \,\operatorname {grad} (s)\cdot {\vec {v}}\right)\mathrm {d} v=\int _{v}{\dot {s}}\,\rho \mathrm {d} v\end{array}}} Die anderen Terme verschwinden wegen der für beliebige Volumina geltenden Konstanz der Masse {\displaystyle {\begin{array}{rcl}{\frac {\mathrm {d} }{\mathrm {d} t}}\int _{v}\rho \mathrm {d} v&=&\int _{v}\left({\frac {\partial \rho }{\partial t}}+\operatorname {div} (\rho \,{\vec {v}})\right)\mathrm {d} v=\int _{v}\left({\frac {\partial \rho }{\partial t}}+\operatorname {grad} (\rho )\cdot {\vec {v}}+\rho \,\operatorname {div} ({\vec {v}})\right)\mathrm {d} v=0\\\rightarrow 0&=&{\frac {\partial \rho }{\partial t}}+\operatorname {grad} (\rho )\cdot {\vec {v}}+\rho \,\operatorname {div} ({\vec {v}})\end{array}}} Der Transportterm lässt sich ebenfalls mit dem Divergenzsatz und der Produktregel umformen: {\displaystyle \int _{a}{\frac {\vec {q}}{T}}\cdot {\vec {n}}\,\mathrm {d} a=\int _{v}\operatorname {div} \left({\frac {\vec {q}}{T}}\right)\mathrm {d} v=\int _{v}\left({\frac {\operatorname {div} ({\vec {q}})}{T}}-{\frac {\operatorname {grad} (T)\cdot {\vec {q}}}{T^{2}}}\right)\mathrm {d} v} Die bisherigen Ergebnisse liefern zusammengefasst: {\displaystyle \int _{v}\left({\dot {s}}-{\frac {r}{T}}-{\frac {\operatorname {grad} (T)\cdot {\vec {q}}}{\rho T^{2}}}+{\frac {\operatorname {div} ({\vec {q}})}{\rho T}}\right)\rho \mathrm {d} v\geq 0\quad \rightarrow \quad {\dot {s}}-{\frac {\operatorname {grad} (T)\cdot {\vec {q}}}{\rho T^{2}}}-{\frac {1}{T}}\left(r-{\frac {\operatorname {div} ({\vec {q}})}{\rho }}\right)\geq 0} denn die Ungleichung gilt für jedes beliebige Teilvolumen. Einsetzen der lokalen Innere-Energie-Bilanz {\displaystyle {\dot {u}}={\frac {1}{\rho }}{\boldsymbol {\sigma }}:\mathbf {d} +r-{\frac {\operatorname {div} ({\vec {q}})}{\rho }}\quad \rightarrow \quad r-{\frac {\operatorname {div} ({\vec {q}})}{\rho }}={\dot {u}}-{\frac {1}{\rho }}{\boldsymbol {\sigma }}:\mathbf {d} } führt auf {\displaystyle {\dot {s}}-{\frac {\operatorname {grad} (T)\cdot {\vec {q}}}{\rho T^{2}}}-{\frac {1}{T}}\left({\dot {u}}-{\frac {1}{\rho }}{\boldsymbol {\sigma }}:\mathbf {d} \right)\geq 0\quad \rightarrow \quad {\frac {1}{\rho }}{\boldsymbol {\sigma }}:\mathbf {d} -{\dot {u}}+T{\dot {s}}-{\frac {\vec {q}}{\rho T}}\cdot \operatorname {grad} (T)\geq 0}. Mit der Helmholtz'schen freien Energie {\displaystyle \psi =u-sT\quad \rightarrow \quad {\dot {\psi }}+s{\dot {T}}={\dot {u}}-{\dot {s}}T} entsteht das Endergebnis: {\displaystyle {\frac {1}{\rho }}{\boldsymbol {\sigma }}:\mathbf {d} -{\dot {\psi }}-s{\dot {T}}-{\frac {\vec {q}}{\rho T}}\cdot \operatorname {grad} (T)\geq 0} |

Es ist {\displaystyle {\boldsymbol {\sigma }}} der Cauchy'sche Spannungstensor, d die Verzerrungsgeschwindigkeit und ":" das Frobenius-Skalarprodukt. Dieses Skalarprodukt liefert die Leistung der Spannungen entlang eines Verzerrungsweges während der Deformation eines Körpers. Weiter ist {\displaystyle \psi } die Helmholtzsche freie Energie und grad(T) der Gradient der Temperatur (ein Vektor mit der Dimension Temperatur pro Länge der in Richtung des stärksten Temperaturanstiegs weist).
Im wichtigen Sonderfall, in dem Temperaturänderungen vernachlässigt werden können, vereinfacht sich diese lokale Form zu:
{\displaystyle {\frac {1}{\rho }}{\boldsymbol {\sigma }}:\mathbf {d} -{\dot {\psi }}\geq 0}
Die spezifische Spannungsleistung muss also jederzeit größer sein als die Produktion an freier Energie. Der Überschuss wird dissipiert. Die lokale Form ist weniger als Einschränkung physikalischer Prozesse, sondern vielmehr als Anforderung an Materialmodelle zu interpretieren: Es muss sichergestellt sein, dass die lokale Form der Clausius-Duhem-Ungleichung von den Materialgleichungen für beliebige Prozesse erfüllt werden. Eine Anwendung zeigt das #Beispiel isotherme ideale Plastizität unten.
Diese in der eulerschen Betrachtungsweise abgeleiteten Formeln lauten in der lagrangeschen Fassung:
Globale Form: {\displaystyle \displaystyle {\frac {\mathrm {d} }{\mathrm {d} t}}\int _{V}s_{0}\,\rho _{0}\mathrm {d} V\geq \int _{V}{\frac {r_{0}}{T_{0}}}\,\rho _{0}\mathrm {d} V-\int _{A}{\frac {{\vec {q}}_{0}}{T_{0}}}\cdot {\vec {N}}\,\mathrm {d} A}
Lokale Form: {\displaystyle {\dfrac {1}{\rho _{0}}}{\tilde {\mathbf {T} }}:{\dot {\mathbf {E} }}-{\dot {\psi }}_{0}-s_{0}{\dot {T}}_{0}-{\dfrac {{\vec {q}}_{0}}{\rho _{0}T_{0}}}\cdot \operatorname {GRAD} (T_{0})\geq 0}
Isothermer Prozess: {\displaystyle {\dfrac {1}{\rho _{0}}}{\tilde {\mathbf {T} }}:{\dot {\mathbf {E} }}-{\dot {\psi }}_{0}\geq 0\,.}
Die mit null indizierten Größen sind die mit den materiellen Koordinaten ausgedrückten Größen, {\displaystyle {\tilde {\mathbf {T} }}} der zweite Piola-Kirchhoff’sche Spannungstensor, {\displaystyle {\dot {\mathbf {E} }}} die materielle Verzerrungsgeschwindigkeit, GRAD der Gradient bezüglich der Koordinaten der Partikel des Körpers im undeformierten Ausgangszustand (materielle Koordinaten) und {\displaystyle {\vec {N}}} ist die im undeformierten Ausgangszustand auf der Oberfläche des Körpers nach außen gerichtete Normale.

## Beispiel isotherme ideale Plastizität
Anhand der isothermen idealen Plastizität bei kleinen Deformationen soll aufgezeigt werden, wie weit die Clausius-Duhem-Ungleichung hilft, thermodynamisch konsistente Materialgleichungen zu formulieren.
Bei der idealen Plastizität tritt beim plastischen Fließen keine Verfestigung auf, d. h. die Spannungs-Dehnungs-Kurve hat beim einachsialen Fließen im Zugversuch einen horizontalen Verlauf. Knete ist in etwa ideal plastisch. In der Praxis findet dieses Modell Anwendung, wenn nur die Fließgrenze bekannt ist und bei der Berechnung eines Bauteils dessen Steifigkeit auf keinen Fall überschätzt werden soll.
Die Konstitutivvariable ist die Gesamtdehnung ε und die Materialgröße ist der Spannungstensor σ. Bei kleinen Deformationen ist
{\displaystyle {\tilde {\mathbf {T} }}={\boldsymbol {\sigma }}\;,\quad \mathbf {E} ={\boldsymbol {\varepsilon }}\quad {\textsf {und}}\quad {\dot {\mathbf {E} }}=\mathbf {d} ={\dot {\boldsymbol {\varepsilon }}}}
Das Material besitzt einen elastischen Bereich, in dem das Material elastisch reagiert und einen plastischen Bereich, wo plastisches Fließen stattfindet. Das Fließen wird mit der plastischen Dehnung εp dargestellt, die eine innere Variable des Modells ist. Die plastische Dehnung kann also nicht direkt von außen beeinflusst oder vorgegeben werden. Die Differenz zwischen der Gesamtdehnung und der plastischen Dehnung ist die elastische Dehnung εe, die allein die Spannungen festlegt. Die Gesamtdehnung wird also in einen elastischen und einen plastischen Anteil zerlegt:
{\displaystyle {\boldsymbol {\varepsilon }}={\boldsymbol {\varepsilon }}_{e}+{\boldsymbol {\varepsilon }}_{p}}
Die Fließfunktion {\displaystyle f} trennt den elastischen vom plastischen Bereich:
{\displaystyle f={\dfrac {3}{2}}{\boldsymbol {\sigma }}^{\mathrm {D} }:{\boldsymbol {\sigma }}^{\mathrm {D} }-{k}^{2}\leq 0} .
Hier tritt der Spannungsdeviator σD und die Fließgrenze k auf, die ein Materialparameter ist. Im elastischen Bereich ist f < 0 und {\displaystyle {\dot {\boldsymbol {\varepsilon }}}_{p}=\mathbf {0} }. Bei plastischem Fließen ist f = 0, {\displaystyle {\dot {\boldsymbol {\varepsilon }}}_{e}=\mathbf {0} } und daher
{\displaystyle {\sqrt {\dfrac {3}{2}}}{\begin{Vmatrix}{\boldsymbol {\sigma }}^{\mathrm {D} }\end{Vmatrix}}=k=\mathrm {const.} },
was das besondere Merkmal der idealen Plastizität ist. Auf der linken Seite der Gleichung steht die von Mises Vergleichsspannung.
Die Helmholtzsche freie Energie soll nur von den elastischen Dehnungen abhängen:
{\displaystyle \psi =\psi ({\boldsymbol {\varepsilon }}_{e})}.
Diese Voraussetzungen genügen schon, um einen groben Rahmen für das Plastizitätsmodell festzulegen.
Die Clausius-Duhem-Ungleichung ergibt:
{\displaystyle {\frac {1}{\rho }}{\boldsymbol {\sigma }}:{\dot {\boldsymbol {\varepsilon }}}-{\dot {\psi }}={\frac {1}{\rho }}{\boldsymbol {\sigma }}:({\dot {\boldsymbol {\varepsilon }}}_{e}+{\dot {\boldsymbol {\varepsilon }}}_{p})-{\frac {\mathrm {d} \psi }{\mathrm {d} {\boldsymbol {\varepsilon }}_{e}}}:{\dot {\boldsymbol {\varepsilon }}}_{e}=\left({\frac {1}{\rho }}{\boldsymbol {\sigma }}-{\frac {\mathrm {d} \psi }{\mathrm {d} {\boldsymbol {\varepsilon }}_{e}}}\right):{\dot {\boldsymbol {\varepsilon }}}_{e}+{\frac {1}{\rho }}{\boldsymbol {\sigma }}:{\dot {\boldsymbol {\varepsilon }}}_{p}\geq 0}.
Diese Ungleichung muss für alle möglichen Prozesse erfüllt sein. Im elastischen Bereich ({\displaystyle {\dot {\boldsymbol {\varepsilon }}}_{p}=\mathbf {0} }) lässt sich das erreichen, indem eine hyperelastische Spannungs-Dehnungs-Beziehung gewählt wird:
{\displaystyle {\frac {1}{\rho }}{\boldsymbol {\sigma }}={\frac {\mathrm {d} \psi }{\mathrm {d} {\boldsymbol {\varepsilon }}_{e}}}}
Im plastischen Bereich ({\displaystyle {\dot {\boldsymbol {\varepsilon }}}_{e}=\mathbf {0} }) muss {\displaystyle {\boldsymbol {\sigma }}:{\dot {\boldsymbol {\varepsilon }}}_{p}\geq 0} für alle Prozesse gelten, was sich mit einer assoziierten Fließregel bewerkstelligen lässt:
{\displaystyle {\dot {\boldsymbol {\varepsilon }}}_{p}={\dot {\gamma }}{\frac {\mathrm {d} f}{\mathrm {d} {\boldsymbol {\sigma }}}}=3{\dot {\gamma }}{\boldsymbol {\sigma }}^{\mathrm {D} }}
Der Proportionalitätsfaktor {\displaystyle {\dot {\gamma }}} ist der plastische Multiplikator.
Beim plastischen Fließen bleiben die elastischen Dehnungen konstant, weswegen {\displaystyle {\dot {\boldsymbol {\varepsilon }}}={\dot {\boldsymbol {\varepsilon }}}_{p}} gilt. Weil die plastische Dehnrate {\displaystyle {\dot {\boldsymbol {\varepsilon }}}_{p}} deviatorisch ist verschwindet die Spur der Dehnungsgeschwindigkeit, die gleich der lokalen Volumenänderung ist. Aus diesem Grund ist beim plastischen Fließen die Dichte konstant:
{\displaystyle {\dot {\boldsymbol {\varepsilon }}}_{p}\neq \mathbf {0} \quad \rightarrow \quad {\dot {\rho }}=0}.
Nach der Clausius-Duhem-Ungleichung darf die Leistung der Spannungen an den plastischen Dehnungen nicht negativ sein:
{\displaystyle {\boldsymbol {\sigma }}:{\dot {\boldsymbol {\varepsilon }}}_{p}=3{\dot {\gamma }}{\boldsymbol {\sigma }}:{\boldsymbol {\sigma }}^{\mathrm {D} }=3{\dot {\gamma }}{\boldsymbol {\sigma }}^{\mathrm {D} }:{\boldsymbol {\sigma }}^{\mathrm {D} }\geq 0\quad \rightarrow \quad {\dot {\gamma }}\geq 0}
weswegen der plastische Multiplikator also nicht negativ sein darf. Er berechnet sich aus der Konsistenzbedingung
{\displaystyle {\begin{aligned}{\dot {f}}=0=&3{\boldsymbol {\sigma }}^{\mathrm {D} }:{\dot {\boldsymbol {\sigma }}}^{\mathrm {D} }=3{\boldsymbol {\sigma }}^{\mathrm {D} }:{\dot {\boldsymbol {\sigma }}}=3{\boldsymbol {\sigma }}^{\mathrm {D} }:{\frac {\mathrm {d} }{\mathrm {d} t}}\left(\rho {\frac {\mathrm {d} \psi }{\mathrm {d} {\boldsymbol {\varepsilon }}_{e}}}\right)=3{\boldsymbol {\sigma }}^{\mathrm {D} }:\rho {\frac {\mathrm {d} ^{2}\psi }{\mathrm {d} {\boldsymbol {\varepsilon }}_{e}^{2}}}:{\dot {\boldsymbol {\varepsilon }}}_{e}\\=&3{\boldsymbol {\sigma }}^{\mathrm {D} }:\mathbb {C} :({\dot {\boldsymbol {\varepsilon }}}-{\dot {\boldsymbol {\varepsilon }}}_{p})=3{\boldsymbol {\sigma }}^{\mathrm {D} }:\mathbb {C} :({\dot {\boldsymbol {\varepsilon }}}-3{\dot {\gamma }}{\boldsymbol {\sigma }}^{\mathrm {D} })\\\rightarrow {\dot {\gamma }}=&{\frac {{\boldsymbol {\sigma }}^{\mathrm {D} }:\mathbb {C} :{\dot {\boldsymbol {\varepsilon }}}}{3{\boldsymbol {\sigma }}^{\mathrm {D} }:\mathbb {C} :{\boldsymbol {\sigma }}^{\mathrm {D} }}}\end{aligned}}}
Darin ist {\displaystyle \mathbb {C} =\rho {\tfrac {\mathrm {d} ^{2}\psi }{\mathrm {d} {\boldsymbol {\varepsilon }}_{e}^{2}}}} der Elastizitätstensor. Der plastische Multiplikator ist bestimmt positiv, wenn Zähler und Nenner im Bruch auf der rechten Seite seiner Bestimmungsgleichung positiv sind:
1. Zunächst ist also zu fordern, dass beim plastischen Fließen die Spannungen nicht verschwinden, also die Fließgrenze k positiv ist.
2. Im Zähler des Bruchs steht die Belastungsbedingung, d. h. plastisches Fließen soll erst einsetzen, wenn {\displaystyle {\boldsymbol {\sigma }}^{\mathrm {D} }:\mathbb {C} :{\dot {\boldsymbol {\varepsilon }}}>0} gilt. Bei {\displaystyle f=0} und {\displaystyle {\boldsymbol {\sigma }}^{\mathrm {D} }:\mathbb {C} :{\dot {\boldsymbol {\varepsilon }}}=0} liegt eine neutrale Belastung vor, bei der kein plastisches Fließen stattfindet. Beim Hooke'schen Gesetz ist
{\displaystyle \mathbb {C} =2\mu \mathbb {I} +\lambda \mathbf {I\otimes I} \quad \rightarrow \quad {\boldsymbol {\sigma }}^{\mathrm {D} }:\mathbb {C} :{\dot {\boldsymbol {\varepsilon }}}=2\mu {\boldsymbol {\sigma }}^{\mathrm {D} }:{\dot {\boldsymbol {\varepsilon }}}} 
In dieser Gleichung ist I der Einheitstensor zweiter und {\displaystyle \mathbb {I} } derjenige vierter Stufe und {\displaystyle \mu ,\lambda } sind die erste und zweite Lamé-Konstante. Hier wäre also auch ein positiver Schubmodul {\displaystyle \mu } zu verlangen.
3. Der Nenner ist stets positiv, wenn der Elastizitätstensor positiv definit ist. Im Fall des Hooke'schen Gesetzes wird diese Bedingung eingehalten, wenn die Lamé-Konstanten positiv sind.

Die Tabelle listet nochmal alle aus der Clausius-Duhem-Ungleichung abgeleiteten Eigenschaften des Modells auf:
| Eigenschaft                  | Bedingung                                                         | Formel |
| ---------------------------- | ----------------------------------------------------------------- | --- |
| Spannungs-Dehnungs-Beziehung | Hyperelastizität                                                  | {\displaystyle {\frac {1}{\rho }}{\boldsymbol {\sigma }}={\frac {\mathrm {d} \psi }{\mathrm {d} {\boldsymbol {\varepsilon }}_{e}}}}              |
| Elastizitätstensor           | positiv definit                                                   | {\displaystyle {\boldsymbol {\sigma }}:\mathbb {C} :{\boldsymbol {\sigma }}>0\quad \forall {\boldsymbol {\sigma }}\neq \mathbf {0} }             |
| Fließgrenze                  | positiv                                                           | {\displaystyle k>0} |
| Fließregel                   | Leistung der Spannungen an der plastischen Dehnrate nicht negativ | {\displaystyle {\dot {\boldsymbol {\varepsilon }}}_{p}=3{\dot {\gamma }}{\boldsymbol {\sigma }}^{\mathrm {D} }\;\wedge \;{\dot {\gamma }}\geq 0} |
| Plastisches Fließen          | Belastungsbedingung ist erfüllt                                   | {\displaystyle f=0} und {\displaystyle {\boldsymbol {\sigma }}^{\mathrm {D} }:\mathbb {C} :{\dot {\boldsymbol {\varepsilon }}}>0}                |

Bei Verwendung des Hooke'schen Gesetzes ist — wie eingangs angekündigt —
{\displaystyle \mu ,\lambda >0}
zu fordern. Die Belastungsbedingung reduziert sich auf
{\displaystyle f=0\quad {\textsf {und}}\quad {\boldsymbol {\sigma }}^{\mathrm {D} }:{\dot {\boldsymbol {\varepsilon }}}>0}.
Unter diesen Bedingungen ist die thermodynamische Konsistenz der idealen Plastizität bei isothermen Prozessen sichergestellt.